# Festival international du film fantastique de Catalogne 2020
Le Festival international du film fantastique de Catalogne 2020, 53e édition du festival (53 edición del Festival de Cine Fantástico de Sitges ou 53. Festival de Cinema Fantàstic de Sitges), se déroule du 8 au 18 octobre 2020.

## Déroulement et faits marquants
Le 17 octobre 2020, le palmarès est dévoilé : le prix du meilleur film revient à Possessor de Brandon Cronenberg qui remporte aussi le prix du meilleur réalisateur. 

## Jury
- Javier Fernandez
- Monica Garcia
- Jongsuk Thomas Nam

## Sélections

### En compétition internationale
- A Perfect Enemy (Cosmética del enemigo) de Kike Maíllo  Espagne
- Archenemy d’Adam Egypt Mortimer  États-Unis
- Archive de Gavin Rothery  Royaume-Uni
- Baby de Juanma Bajo Ulloa  Espagne
- Becky de Cary Murnion et Jonathan Milott  États-Unis
- The Book of Visionde Carlo Hintermann  Italie  Royaume-Uni
- Come True d’Anthony Scott Burns  Canada
- Comrade Drakulich de Márk Bodzsár  Hongrie
- The Dark and the Wicked de Bryan Bertino  États-Unis
- Le Dernier Voyage de Paul W.R de Romain Quirot  France
- The Education of Fredrick Fitzell de Christopher MacBride  Canada
- L'État sauvage de David Perrault  France
- Fried Barry de Ryan Kruger  Afrique du Sud
- Hunted de Vincent Paronnaud  Belgique  France
- Immortal de Fernando Spiner  Argentine
- Initiation de John Berardo  États-Unis
- Kandisha d'Alexandre Bustillo et Julien Maury  France
- Mandibules de Quentin Dupieux  France
- Mosquito State de Filip Jan Rymsza  Pologne
- La Nuée de Just Phillipot  France
- The Owners de Julius Berg  États-Unis
- Peninsula de Yeon Sang-ho  Corée du Sud
- Possessor de Brandon Cronenberg  Canada
- Post mortem de Péter Bergendy  Hongrie
- Relic de Natalie Erika James  Australie
- Save Yourselves ! d’Alex Huston Fischer et Eleanor Wilson  États-Unis
- Sea Fever de Neasa Hardiman  Irlande
- She Dies Tomorrow d’Amy Seimetz  États-Unis
- The Silencing de Robin Pront Canada
- Sputnik - Espèce inconnue d’Egor Abramenko  Russie
- Teddy de Ludovic et Zoran Boukherma  France
- La Vampira de Barcelona de Lluis Danés  Espagne
- Wendy de Benh Zeitlin  États-Unis

### Catégorie Noves visions
- Les Animaux anonymes de Baptiste Rouveure  France

### Film d'ouverture
- Manalzidos d'Alberto de Toro & Javier Ruiz Caldera

### Film de clôture
- Elephant Man de David Lynch (1982)

## Palmarès

### Compétition internationale
- Meilleur film : Possessor de Brandon Cronenberg
- Prix spécial du jury : La Nuée de Just Phillipot
- Prix du meilleur réalisateur : Brandon Cronenberg pour Possessor
- Mention spéciale à la réalisation : Natalie Erika James pour Relic
- Prix de la meilleure actrice : Suliane Brahim pour son rôle dans La Nuée
- Mention spéciale de la meilleure actrice : Marin Ireland  pour son rôle dans The Dark and the Wicked
- Prix du meilleur acteur : Grégoire Ludig et David Marsais pour leur rôle dans Mandibules
- Prix du meilleur scénario : Márk Bodzsár, Juli Jakab et István Tasnádi pour Comrade Drakulich
- Prix des meilleurs effets spéciaux : Maks Naporowski, Filip Jan Rymsza, Dariush Derakhshani pour Mosquito State
- Prix de la meilleure photographie : Tristan Nyby pour The Dark and the Wicked
- Prix de la meilleure musique : Bingen Mendizábal et Koldo Uriarte pour Baby
- Prix du public : La Vampira de Barcelona de Lluis Danés
- Prix de la critique : Teddy de Ludovic et Zoran Boukherma